# Mordacia lapicida
La lamprea chilena (Mordacia lapicida) es una especie de pez agnato de la familia Petromyzontidae. Es endémica del pacífico sur oriental (costa de Chile).

## Descripción
Presenta odontoides supraorales en dos placas simétricas separadas.Dientes dispuestos en 3 cúspides.
Disco bucal papiloso y amplio rodeada de papilas excéntricas al disco.
Al igual que la lamprea de la bolsa posee un gran desarrollo ocular. Estos ojos están en posición lateral-dorsal. Poseen una bolsa gular que se extiende hasta la séptima abertura de las branquias.
Puede llegar a medir unos 54 cm de longitud.
En la etapa larval vive enterrada en ríos litorales migrando hacia el mar en invierno.

## Distribución geográfica
Es endémica de Chile, desde las costas de Valparaíso hasta las de Punta Arenas.